# Campeonato Brasileiro de Turismo
O Campeonato Brasileiro de Turismo foi criado em 2013 como uma evolução das categorias antecessoras Stock Car Light e Copa Montana. Tem como objetivo preparar jovens pilotos que almejam fazer parte da concorrida Stock Car. O campeonato é organizado pela Vicar em parceria com a Marques & Marques. Recebe patrocínio da Shell V-Power com recursos da Lei Federal de Incentivo ao Esporte. É disputado entre carros de motor V8, com 350 cavalos de potência, tração traseira e peso de 1280 quilos.

## Sistema de pontuação
| Posição | 1º | 2º | 3º | 4º | 5º | 6º | 7º | 8º | 9º | 10º | 11º | 12º | 13º | 14º | 15º | 16º | 17º | 18º | 19º | 20º |
| ------- | -- | -- | -- | -- | -- | -- | -- | -- | -- | --- | --- | --- | --- | --- | --- | --- | --- | --- | --- | --- |
| Pontos  | 22 | 20 | 18 | 17 | 16 | 15 | 14 | 13 | 12 | 11  | 10  | 9   | 8   | 7   | 6   | 5   | 4   | 3   | 2   | 1   |

## Campeões
| Temporada | Piloto campeão  | Equipe                | #           |
| --------- | --------------- | --------------------- | ----------- |
| 2013      | Felipe Fraga    | W2 Racing             | [ 3 ] [ 4 ] |
| 2014      | Guilherme Salas | W2 Racing             | [ 5 ]       |
| 2015      | Marcio Campos   | Motortech Competições | [ 6 ]       |
| 2016      | Marcio Campos   | Motortech Competições | [ 7 ]       |
| 2017      | Gabriel Robe    | Motortech Competições | [ 8 ]       |